# Kellogg's
Kellogg Company (часто Kellogg's, укр. Келлогс) (NYSE: K) — американська компанія, відомий виробник сухих сніданків та харчових продуктів швидкого приготування. Штаб-квартира — у місті Баттл-Крік, штат Мічиган.

## Історія
Заснована 1906 року Вільямом Кейтом Келлогом під назвою Battle Creek Toasted Corn Flake Company, в 1922 році була перейменована в Kellogg Company.
Компанія випускала розроблені братом засновника Джоном кукурудзяні пластівці Келлога (англ. Kellogg's Toasted Corn Flakes), які після зміни рецептури (Вільям додав цукор у несолодкі пластівці Джона) швидко стали дуже популярними.
У 2001 році Kellogg's за 3,87 млрд дол. купила Keebler Company
У 2012 році компанія стала другим найбільшим у світі виробником снеків після PepsiCo, придбавши у Procter & Gamble за 2,7 млрд дол. бренд картопляних чипсів Pringles.
У 2017 році Kellogg's за 654 млн дол. придбала чиказьку харчову компанію Rxbar.
У 2018 році компанія згорнула діяльність у Венесуелі через економічну кризу в цій країні.
1 квітня 2019 року стало відомо про рішення Kellogg's продати за 1,4 млрд дол. бренди Famous Amos, Murray’s, Keebler, Mother’s та Little Brownie Bakers (один із виробників печива для гьорл-скаутів) компанії Ferrero SpA. 29 липня 2019 року правочин з продажу здійснився.
У жовтні 2021 року працівники всіх заводів з виробництва пластівців Kellogg у США вийшли на страйк, організований Міжнародною профспілкою працівників пекарень, кондитерських, тютюнових і борошномельних підприємств через розбіжності щодо умов нового трудового договору. 3 грудня 2021 року було досягнуто попередньої угоди щодо завершення страйку робітників, проте члени профспілки переважно відхилили цю попередню угоду, і керівництво компанії Kellogg's оголосило про намір замінити всіх 1400 страйкуючих робітників.

## Власники та керівництво
Найбільший акціонер компанії — благодійний фонд W.K. Kellogg Foundation (близько 24 %). Ринкова капіталізація компанії на 26 лютого 2007 року — $19,96 млрд.
Голова ради директорів та головний керівник компанії — Джеймс Дженнес (James Jenness).

## Діяльність
Компанія випускає широкий асортимент сухих сніданків (corn flakes, корнфлекс), крекерів, тостів, вафель, злакових продуктів під торговими марками Kellogg's, Keebler, Cheez-It, Murray, Austin, Famous Amos та ін. Підприємства Kellogg розташовані у 17 країнах світу; продукція, що випускається компанією, продається більш ніж 180 країнах.
Загальна чисельність персоналу компанії — понад 25 тис. осіб. Виторг в 2006 року — $10,9 млрд (роком раніше — $10,52 млрд), чистий прибуток — $1,0 млрд.

## Маркетинг

### Маскоти
Ліцензійні бренди були опущені, оскільки відповідні маскоти були б очевидними (наприклад, Людина-павук є талісманом для Spider-Man Spidey-Berry).
- Пластівці Cocoa Hoots: Сова Ньютона
- Пластівці Cocoa Krispies (відомі як Choco Krispis в Латинській Америці, Choco Krispies в Німеччині, Австрії, Іспанії та Швейцарії, Chocos в Індії та Coco Pops в Австралії, Великій Британії та країнах Європи, що залишилися.): мавпа Жозе, слони Мелвін та Таск, персонаж мультфільмів Hanna-Barbera Снеґлпус, печерна людина Огг, Tnd Снеп, Крекл та Поп
- Пластівці Corn Flakes: півень Корнеліус
- Пластівці Frosted Flakes (відомі як Frosties за межами США/Канади, Zucaritas в Латинській Америці та Sucrilhos в Бразилії): Тигр Тоні
- Пластівці Froot Loops: Тукан Сем
- Пластівці Honey Smacks (відомі як Smacks за межами США): жабка Копатель
- Пластівці Raisin Bran: сонце Санні
- Пластівці Rice Krispies (відомі як Rice Bubbles в Австралії): Снеп, Крекл та Поп
- Пластівці Ricicles (випускаються тільки у Великій Британії) cereal: капітан Рик
- Пластівці Apple Jacks: Кориця та Погане Яблуко
- Пластівці Honey Loops cereal: Loopy (bumblebee), Pops (honey bee)
- Печиво та крекери Keebler: Ерні та ельфи